# Edward Wilmot Blyden
Edward Wilmot Blyden (Saint Thomas, Islas Vírgenes de los Estados Unidos, 1832 –† Sierra Leona, 1912) profesor y estadista, está considerado como el principal precursor del panafricanismo.
En 1850 se traslada a Estados Unidos donde entró en la universidad, siendo posteriormente expulsado debido a su color. En 1851 se traslada a Liberia, donde en 1885 fue candidato a presidente. Posteriormente se trasladó a Sierra Leona donde murió en 1912.

## Obra
- A Voice from Bleeding Africa (1856)

- Hope for Africa (1861)

- Liberia's Offering (1862)

- The Negro in Ancient History, Liberia: Past, Present, and Future, Washington (1869)

- The West African University (1872)

- From West Africa to Palestine (1873)

- Christianity, Islam and the Negro Race (1887)

- The Jewish Question (1898)

- Africa for the Africans

- African Life and Customs

- West Africa Before Europe

- The Call of Providence to the Descendants of Africa in America

- Christianity, Islam and the Negro Race, London,

- The Elements of Permanent Influence

- Liberia as a Means, Not an End. Liberian Independence Oration

- The Origin and Purpose of African Colonization

- A Vindication of the African Race; Being a Brief Examination of the Arguments in Favor of African Inferiority

- Report on the Falaba Expedition 1872

- Liberia at the American Centennial

- America in Africa, Christian Advocate

- The Negro in the United States